# District de Vatomandry
Le district de Vatomandry est un district malgache situé dans la région d'Atsinanana à l'est du pays, dans la province de Tamatave.
Le district est constitué de dix-sept communes rurales et urbaines.

## Démographie
| 1993   | 2000    | 2005    | 2007    |
| ------ | ------- | ------- | ------- |
| 99 383 | 139 541 | 163 958 | 174 958 |